# МиГ-105
МиГ-105 — лётный аналог экспериментального пилотируемого орбитального самолёта, создававшегося в ОКБ Микояна в рамках советской программы «Спираль».

## История создания
В конце 1965 года вышло постановление ЦК КПСС и Совмина СССР о создании Воздушно-орбитальной системы. Первоначально планировалось выведение орбитального самолёта ракетой Р-7.
Было заложено 3 единицы:
- МиГ-105.11 — Дозвуковая модель. Наземные испытания начались 2 декабря 1975 года. Аппарат в ходе работ получил собственное имя «ЭПОС». Испытания на дозвуковой скорости, в том числе и путём сброса с самолёта-носителя Ту-95, проводились до 13 сентября 1978 года, когда произошла авария при посадке и было повреждено шасси. Аппарат успел совершить 7 полётов.
- МиГ-105.12 — Сверхзвуковая модель. Тушинский машиностроительный завод в 1976 г. практически полностью изготовил планер сверхзвукового аналога самолета, который в конечном итоге оказался невостребованным.
- МиГ-105.13 — Гиперзвуковая модель. У неё был изготовлен только фюзеляж, который принимал участие в испытаниях теплозащитного экрана в термобарокамере.

## Лётно-технические характеристики МиГ-105.11

### Технические характеристики
- Экипаж: 1 человек
- Длина: 8 м (8,5 м дозвуковой аналог)
- Размах крыла: 7,4 (6,4) м
- Высота: 3,5 м
- Площадь крыла:
- Масса пустого: 10300 кг (4220)
- Двигатели: ТРД РД-36-35К
- Тяга максимальная: 2350 кгс (2000)

### Лётные характеристики
- Максимальная скорость:800 км/ч
- Максимальная скорость у земли: 250—280 км/ч